# Chrysococcyx
Chrysococcyx (česky kukačka) je rod kukaček se 13 zástupci žijícími v Asii, Africe a Oceánii.

## Systematika
Rod Chrysococcyx byl vytvořen německým zoologem Friedrichem Boiem v roce 1826. Typovým druhem se stala kukačka žlutobřichá (Chrysococcyx cupreus). Binomický název rodu Chrysococcyx je složeninou starořeckých χρυσος (khrusos = „zlato“) a κοκκυξ (kokkux = „kukačka“).
Občas se lze setkat s vydělením australsko-papuánské větve do samostatného rodu Chalcites.
Rod Chrysococcyx zahrnuje následující druhy ve dvou skupinách / větvích:
Afro-asijská větev
- kukačka lesklá (Chrysococcyx caprius)
- kukačka žlutobřichá (Chrysococcyx cupreus)
- kukačka žlutohrdlá (Chrysococcyx flavigularis)
- kukačka Klaasova (Chrysococcyx klaas)
- kukačka smaragdová (Chrysococcyx maculatus)
- kukačka ametystová (Chrysococcyx xanthorhynchus)

Australsko-papuánská větev
- kukačka bronzová (Chrysococcyx basalis)
- kukačka nádherná (Chrysococcyx lucidus)
- kukačka červenokřídlá (Chrysococcyx meyerii)
- kukačka trpasličí (Chrysococcyx minutillus)
- kukačka černouchá (Chrysococcyx osculans)
- kukačka rezavohrdlá (Chrysococcyx ruficollis)
- kukačka dlouhozobá (Chrysococcyx megarhynchus)